# فورستناو، آلمان
شهر فورستناو، آلماندر ایالت نیدرزاکسن در کشور آلمان واقع شده‌است.